# Avenue de Casselardit
L'avenue de Casselardit (en occitan : avenguda de Casselardit) est une voie de Toulouse, chef-lieu de la région Occitanie, dans le Midi de la France.

## Situation et accès

### Description
L'avenue de Casselardit est une voie publique. Elle traverse le quartier du même nom, dans le secteur 2 - Rive gauche, puis le quartier de Purpan, dans le secteur 6 - Ouest. Elle correspond à une partie de l'ancien chemin vicinal 58.
La chaussée compte une voie de circulation automobile dans chaque sens. Dans sa première partie, sur une longueur de 281 mètres entre l'avenue de Grande-Bretagne et l'avenue de Biarritz, elle est définie comme une zone 30 et la vitesse y est limitée à 30 km/h, et elle est bordée de bandes cyclables dans les deux sens. Dans sa deuxième partie, jusqu'à l'avenue des Arènes-Romaines, il n'existe pas de bande, ni de piste cyclable.
L'avenue de Casselardit est empruntée, entre la rue Émile-Heybrard et l'allée d'Ancely, par le sentier de grande randonnée 86 (GR 86), qui va de Toulouse à Bagnères-de-Luchon. Il est prolongé, au sud, par la rue Émile-Heybrard et, au nord, par l'allée d'Ancely.

### Voies rencontrées
L'avenue de Casselardit rencontre les voies suivantes, dans l'ordre des numéros croissants (« g » indique que la rue se situe à gauche, « d » à droite) :
1. Avenue de Grande-Bretagne
2. Rue des Fontaines (d)
3. Rue Bartolomé-Esteban-Murillo (d)
4. Impasse Mader (g)
5. Rue Louis-Parant (d)
6. Rue Augustin-Fresnel (g)
7. Rue du Foyer-Toulousain (d)
8. Rue Augustin-Fresnel (g)
9. Avenue de Biarritz (d)
10. Rue Hilaire-Chardonnet (g)
11. Rue Louis-Lumière (g)
12. Rue de la Source (d)
13. Rue Émile-Heybrard (d)
14. Rue du Docteur-Hervé (d)
15. Rue Paul-Darbefeuille (g)
16. Rue Louis-Lumière (g)
17. Avenue du Professeur-Jean-Dausset (g)
18. Avenue du Professeur-Guy-Espagno (g)
19. Rue de Vittel (d)
20. Rue Albert-Regagnon (g)
21. Rue de Cauterets (g)
22. Rue de Purpan (g)
23. Allée d'Ancely (d)
24. Allée du Charolais (g)
25. Allée du Vivarais (d)
26. Allée de la Limagne (d)
27. Avenue des Arènes-Romaines

### Transports
L'avenue de Casselardit est parcourue et desservie, sur toute sa longueur, par la ligne de bus 66. La première partie de l'avenue est par ailleurs proche de l'avenue de Grande-Bretagne où se trouvent la station Cartoucherie sur les lignes de tramway  , ainsi que les arrêts des lignes du Linéo L2 et du bus 45. Au nord, l'avenue de Casselardit est également proche de l'avenue du Professeur-Guy-Espagno et de l'avenue des Arènes-Romaines, desservies par les lignes de tramway aux stations Arènes-Romaines et Ancely et par les lignes de bus 4666.
Il existe plusieurs stations de vélos en libre-service VélôToulouse le long de l'avenue de Casselardit ou des voies les plus proches : les stations no 226 (face 287 rue des Fontaines), no 271 (face 151 avenue des Arènes-Romaines), no 278 (avenue des Arènes-Romaines/rue Jean-Espitalier) et no 279 (avenue de Casselardit/avenue du Professeur-Guy-Espagno).

## Odonymie
L'avenue de Casselardit porte le nom du domaine et du château de Casselardit (EHPAD Les Fontaines et Pierre-Ducis, actuels no 92-116), nommé d'après son propriétaire au XVIe siècle, Étienne Lassus, dit « Casselardit ». Pour Pierre Salies, ce surnom évoque une personne avare (casselardit ou caça l'ardit, « [celui qui] chasse le liard » en occitan). En 1972, le nom de l'avenue en est fixé et étendu à la partie de l'avenue qui est tracée jusqu'à l'avenue des Arènes-Romaines. 

## Patrimoine et lieux d'intérêt

### Château de Casselardit
Le premier bâtiment connu est une « maison avec tour » qui appartient en 1571 à Jean Lassus, dit « Casselhardit ». Elle passe ensuite à Guillaume Cathala, puis à son fils Jean, avocat général à la cour des aides et finances de Cahors. Le domaine est acheté dans la deuxième moitié du XVIIe siècle par Richard Dejean (mort en 1689), baron de Launac et capitoul en 1654, 1672 et 1683, qui fait construire le château. Sa fille, Perrette, hérite du domaine, puis il est vendu à François de Gach, seigneur de Villegly et conseiller au parlement qui avait son hôtel rue Vélane (actuel no 3). Dans la deuxième moitié du XVIIIe siècle, le château est acheté par Simon de Bastard (mort en 1771), avocat au parlement et professeur de droit à l'université. En 1829, le château est transformé en moulin. En 1873, il passe au maître tailleur Antoine Cathala, puis à Justin Itié. En 1905, il est acheté par l'artiste Pierre Ducis (1866-1945), qui le fait rénover et remettre au goût du jour. En 1958, sa veuve, Jeanne Ducis (1879-1958), le cède pour qu'il devienne une maison de retraite dédiée aux anciens artistes lyriques, qui prend le nom de son époux. C'est désormais l'EHPAD Pierre-Ducis, géré par le Centre communal d'action sociale de Toulouse. La maison de retraite Les Fontaines a été construite à proximité, à l'ouest du domaine. Le château est occupé par les services communs aux deux structures.

### Cité-jardin de Casselardit
- no  201-211 : maisons.

### Cité Ancely
La cité Ancely est construite entre 1957 et 1958, sur les plans de l'architecte Henri Brunerie, pour le compte de la société coopérative HLM de la Haute-Garonne. Elle se dresse à l'emplacement de la propriété de campagne du photographe Georges Ancely, dont elle a pris le nom. Elle s'organise à flanc des coteaux à la confluence du Touch et de la Garonne. On compte plusieurs barres d'immeubles, pour un ensemble de 766 logements collectifs, desservies par les allées qui naissent au droit de l'avenue de Casselardit, et 97 pavillons.
Les immeubles ont une hauteur qui varie entre deux et cinq étages. Les façades sont revêtues de plaques de béton préfabriquées de petits carreaux en pâte de verre rose. Les rez-de-chaussée sont soulignés par des pans de mur en galet de Garonne. Des loggias débordantes animent certaines élévations.
- no  250-254 : immeuble.
- no  256-258 : immeuble.
- no  260-266 : immeuble.

### Immeubles et maisons
- no  10 : maison[6].
- no  34 : chapelle Sainte-Marie de Casselardit[7].
- no  66 : maison.
- no  214-220 : maison Dansayré (premier quart du XIXe siècle)[8].

### Établissements hospitaliers
- no  105 : hôpital des Enfants. 
L'hôpital des Enfants est construit entre 1995 et 1998, sur les plans de l'architecte parisien Pierre Riboulet. Il découle de la volonté du Centre hospitalier universitaire de Toulouse de regrouper les activités de pédiatrie et de chirurgie pédiatrique, dispersées entre cinq services différents au sein des hôpitaux de La Grave, de Purpan et de Rangueil. Au rez-de-chaussée sont regroupés les services des urgences, de chirurgie, de réanimation et de néonatologie. Au 2e étage sont regroupées les diverses spécialités pédiatriques. 
L'ouverture de l'hôpital Paule-de-Viguier (actuel no 330 avenue de Grande-Bretagne), en 2003, est venue compléter la formation du pôle mère-enfant du CHU.

- no  105 : Maison des Parents. 
La Maison des Parents est ouverte en 2005, avec le soutien de la Fondation Ronald-McDonald, pour assurer un logement temporaire aux familles des enfants hospitalisés.

- no  224 : hôpital Garonne. 
L'hôpital Garonne est construit entre 2006 et 2009, sur les plans des architectes Claude et Pierre Bouey, et Joël Maurice, de l'agence bordelaise BDM Architectes. Il découle de la volonté du Centre hospitalier universitaire de Toulouse de regrouper les activités de gériatrie qui étaient dispersées entre les hôpitaux de La Grave et de Purpan – particulièrement dans le pavillon Sénac – au sein d'un « gérontopôle ». Il est équipé de 180 lits et accueille depuis 2010 les unités de soins de longue durée, et de soins de suite et de réadaptation du CHU[9]. Le bâtiment, d'architecture contemporaine, forme un bloc compact. Au rez-de-chaussée se trouvent deux unités de soins de longue durée, ainsi que des espaces de vie partagés par les résidents. Les deux premiers étages accueillent également des unités de soins de longue durée, tandis que les unités de soins de suite et de réadaptation se trouvent au 3e étage. Une partie de l'isolation est assurée par la toiture végétalisée. Le bâtiment ouvre sur deux patios, dévolus au repos et à la promenade des patients et des visiteurs. Le parc de 20 000 m² est planté de chênes, de châtaigniers, de tilleuls et de micocouliers, tandis que le plan d'eau est orné de plantes aquatiques.